# Даценко, Дмитрий Дмитриевич
Дми́трий Дми́триевич Даце́нко (13 (25) октября 1869 — не ранее 1918) — русский офицер, полковник (1915), герой Первой мировой войны, Георгиевский кавалер.

## Биография
Уроженец Херсонской губерния. Из дворян, — родился в семье офицера, удостоенного дворянского звания. Православного вероисповедания.
Общее образование получил в Елисаветградской военной прогимназии.
Родные братья, офицеры, — Даценко Иван и Даценко Владимир.

### Служба в русской армии
По окончании полного курса прогимназии, в сентябре 1886 года вступил в военную службу вольноопределяющимся 2-го разряда и был направлен на учёбу в Одесское пехотное юнкерское училище, курс которого окончил в 1889 году по 1-му разряду и в сентябре того же года произведен в подпоручики (со старшинством с 01.09.1888), с назначением на службу в 16-й пехотный резервный (кадровый) батальон, расквартированный в Митаве (Курляндская губерния).
В 1890 году подпоручик Даценко был переведен в 15-й пехотный резервный (кадровый) батальон (Поневеже, Ковенская губерния), переименованный в следующем году в Динамюндский резервный пехотный батальон, затем — в 180-й пехотный резервный Динамюндский полк, развёрнутый к началу 1893 года в 4-х батальонный 179-й пехотный Усть-Двинский полк (в июле 1910 года полк был переведен на постоянное расквартирование из Поневеже в Сызрань).
В июне 1893 года Дмитрий Даценко был произведен, на вакансию, в поручики, в октябре 1900, за выслугу лет, — в штабс-капитаны, в июле 1904 года, за выслугу лет, — в капитаны.
Служил младшим офицером, командовал ротой. Окончил курс Офицерской стрелковой школы с оценкой отлично. В 1913 году — командующий 5-й ротой, с декабря 1913 года — помощник командира 2-го батальона. На январь 1914 года — был холост, в военных кампаниях не участвовал.
В мае 1914 года произведен, на вакансию, в подполковники, с переводом в 180-й пехотный Виндавский полк, расквартированный в Саранске.

#### Первая мировая война
По объявлении мобилизации подполковник Даценко был назначен командиром батальона формируемого в июле 1914 года, в Саранске, из кадра 180-го пехотного Виндавского полка, второочередного 320-го пехотного Чембарского полка второочередной 80-й пехотной дивизии, во главе которого вскоре выступил на фронт (в состав 4-й армии). С осени 1914 по лето 1915 года принимал участие в боевых действиях на территории южной Польши и Восточной Галиции, — в мае 1915 года, временно командуя полком, особо отличился при форсировании реки Прут, за что был награждён орденом Святого Георгия 4-й степени.
Летом-осенью 1915 года был в прикомандировании к 318-му пехотному Черноярскому полку той же 80-й пехотной дивизии, — врид командира 318-го Черноярского полка.
В сентябре 1915 года, за отличия в делах против неприятеля, произведен в полковники.
В апреле 1916 года назначен командиром недавно сформированного третьеочередного 397-го пехотного Запорожского полка (100-я пехотная дивизия, 46-й армейский корпус). В июне 1916 года самоотверженно командовал полком в тяжёлых наступательных боях у села Костюхновка, во время Луцкого прорыва, за что впоследствии был удостоен Георгиевского оружия. 15.07.1916 был ранен и эвакуирован в тыл на лечение.
В июле 1917 года назначен командующим бригадой 77-й пехотной дивизии (46-й армейский корпус).

### Служба в украинской армии
В 1918 году, после Октябрьской революции в Петрограде и подписания Брестского мира, служил в армии Украинской державы: на 30.11.1918 — помощник командира 6-го пехотного полка. Дальнейшая судьба не известна.

## Награды
- Медаль «В память царствования императора Александра III» (1896)
- Орден Святого Станислава 3-й степени (ВП от 15.07.1902)
- Орден Святой Анны 3-й степени (ВП от 23.06.1907)
- Орден Святого Станислава 2-й степени (06.12.1910; ВП от 16.02.1911)
- Орден Святой Анны 2-й степени (ВП от 08.04.1912)
- Медаль «В память 300-летия царствования дома Романовых» (1913)
- Мечи к ордену Святой Анны 2-й степени (ВП от 10.05.1915)
- Орден Святого Владимира 4-й степени с мечами и бантом (ВП от 31.05.1915)
- Орден Святого Георгия 4-й степени (31.07.1915; утв. ВП от 30.12.1915), — …за то, что временно командуя этим полком 21-го мая 1915 года и переправившись со своим полком в первую голову через р. Прут вброд у д. Садзавка, под жестоким и близким огнем неприятеля, выбил противника из укрепленных позиций и закрепился на правом берегу р. Прут; 22-го мая того же года, лично руководя действиями полка, штурмом овладел четырьмя рядами укрепленной главной позиции, а затем и выс. 474, являвшейся ключем всех позиций австрийцев.[15]
- Английский орден «За выдающиеся заслуги» («Distinguished Service Order»; DSO) (1915/1916)[16]
- Мечи к ордену Святого Станислава 2-й степени (утв. ВП от 01.09.1916)
- Мечи и бант к ордену Святой Анны 3-й степени (утв. ВП от 28.10.1916)
- Георгиевское оружие (ПАФ от 22.05.1917), — …за то, что с беззаветным самоотвержением, руководя действиями названного полка в боях 21, 22 и 23 июня 1916 г., несмотря на губительный артиллерийский, пулеметный и ружейный огонь, стремительным ударом завладел редутом на Орлином гнезде, северо-западнее д. Костюхновки, взял совместно с другими частями сильно укрепленную высоту «87,0» и затем нанес неприятелю полное поражение у д. Волчецск, чем содействовал нашему прорыву фронта противника и очищению им всего Чарторийского района.[17]